# Барон Моттистоун

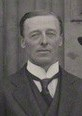
Джон Эдвард Бернард «Джек» Сили, 1-й барон Моттистоун

Барон Моттистоун из Моттистоуна в графстве Саутгемптон — наследственный титул в системе Пэрства Соединённого королевства. Он был создан 21 июня 1933 года для британского военного и либерального политика Джона Эдварда Бернарда Сили (1868—1947). Он был четвёртым сыном сэра Чарльза Сили, 1-го баронета (1833—1915), и дядей Хью Сили, 1-го барона Шервуда (1898—1970). Ранее Джон Эдвард Бернард Сили заседал в Палате общин от Острова Уайт (1900—1906, 1923—1924), Ливерпуля Аберкромби (1906—1910), Илкестона (1910—1922), а также занимал должности заместителя министра по делам колоний (1908—1911), заместителя военного министра (1911—1912), военного министра (1912—1914), заместителя министра авиации (1919) и министра авиации (1919), служил лордом-лейтенантом графства Хэмпшир (1918—1947).
Дэвид Питер Сили, 4-й барон Моттистоун (1920—2011), стал преемником своего старшего брата в 1966 году (который в свою очередь был преемником своего старшего брата в 1963 году). Он служил лордом-лейтенантом острова Уайт (1986—1995) и последним губернатором острова Уайт (1992—1995). Его преемником стал в 2011 году его сын, Питер Джон Филипп Сили, 5-й барон Моттистоун (1949—2013), которому наследовал в 2013 году его старший сын, Кристофер Дэвид Питер Сили, 6-й барон Моттистоун (род. 1974).

## Бароны Моттистоун (1933)
- 1933—1947: генерал-майор Джон Эдвард Бернард «Джек» Сили, 1-й барон Моттистоун (31 мая 1868 — 7 ноября 1947), четвертый сын полковника сэра Чарльза Сили, 1-го баронета (1833—1915)[1];
- 1947—1963: Генри Джон Александр Сили, 2-й барон Моттистоун (1 мая 1899 — 18 января 1963), второй сын предыдущего[2];
- 1963—1966: Артур Патрик Уильям Сили, 3-й барон Моттистоун (18 августа 1905 — 4 декабря 1966), младший брат предыдущего[3];
- 1966—2011: капитан Дэвид Питер Сили, 4-й барон Моттистоун (16 декабря 1920 — 24 ноября 2011), сводный младший брат предыдущего[4];
- 2011—2013: Питер Джон Филип Сили, 5-й барон Моттистоун (29 октября 1949 — 23 января 2013), старший сын предыдущего[5];
- 2013 — н. в.: Кристофер Дэвид Питер Сили, 6-й барон Моттистоун (род. 1 октября 1974), единственный сын предыдущего от первого брака[6];
  - Наследник титула: достопочтенный Ричард Уильям Энтони Сили (род. 1988), единственный сын 5-го барона от второго брака, сводный младший брат предыдущего[7].